# Bistum Jingxian
Das Bistum Jingxian (lat.: Dioecesis Chimsciensis) ist ein römisch-katholisches Bistum mit Sitz in Jingxian in der Volksrepublik China.

## Geschichte
Papst Pius XI. gründete die Apostolische Präfektur Kinghsien mit dem Breve Ad uberiores am 24. April 1939 aus Gebietsabtretungen des Apostolischen Vikariats Xianxian.
Sie wurde am 9. Januar 1947 zum Bistum erhoben. Einziger Bischof des Bistums war bisher Leopoldo Brellinger. Nach der Kulturrevolution scheint es, dass die Regierung den Bischofssitz nach Hengshui verlegt hat.

## Ordinarien

### Apostolischer Präfekt von Kinghsien
- Leopoldo Brellinger S.J. (4. Mai 1939 – 9. Januar 1947)

### Bischöfe von Jingxian
- Leopoldo Brellinger SJ (9. Januar 1947 – 18. September 1967)
- Peter Fan Wen-xing (1981–1999)
- Matthias Chen Xi-lu (1999–2004)
- Peter Feng Xin-mao (seit 1. Januar 2008 als von der Volkskirche, seit dem 22.  September 2018 auch als vom Vatikan anerkannter Diözesanbischof)